# Luke Raley
Lucas John Raley (Hinckley, Ohio, 19 de septiembre de 1994), más conocido como Luke Raley, es un jugador profesional estadounidense de béisbol que se desempeña en la posición de jardinero izquierdo en Seattle Mariners, equipo de las Grandes Ligas de Béisbol (MLB).

## Carrera
Raley hizo su debut en la MLB con el equipo Los Angeles Dodgers, en el cual jugó una temporada (2021), después pasó a Tampa Bay Rays (2022-2023), posteriormente a Seattle Mariners, donde lleva jugando una temporada.